# Albert Schweigert
Albert Schweigert (* 1938/1939; † 12. Juni 2004) war ein deutscher Boxer.

## Leben
Schweigert boxte zunächst in Delmenhorst und erhielt dort Förderung durch Trainer Herbert Pansegrau. Schweigert wurde in den Farben des PSV Bremen 1974 und 1975 deutscher Amateurmeister im Leichtgewicht. 1975 nahm er an der Europameisterschaft im polnischen Kattowitz teil und schied dort im Achtelfinale (Niederlage gegen Günter Radowski aus der Deutschen Demokratischen Republik) aus. Bei der deutschen Meisterschaft 1977 trat Schweigert für TuRa Bremen an und verlor im Finale gegen René Weller, mit dem ihn eine jahrzehntelange Freundschaft verband.
In der Box-Bundesliga stand Schweigert für BSV Niedersachsen Hannover im Ring. Beruflich war er als Schmied tätig. Ab 1977 boxte er für den TSV Uetersen nahe Hamburg, das Hamburger Abendblatt bescheinigte ihm eine „mustergültige sportliche Einstellung“. 1978 wurde er im fortgeschrittenen Leistungssportalter Hamburger Meister. Vor der norddeutschen Meisterschaft 1979 wurde dem 40-jährigen Schweigert von ärztlicher Seite die Teilnahme verweigert, er trat aber mit 41 Jahren weiterhin für BSV Niedersachsen Hannover in der Bundesliga an, nachdem von Funktionärsseite im Frühjahr 1980 vergeblich versucht worden war, Schweigert aus Altersgründen nicht antreten zu lassen. Eine ab dem 1. Juli 1980 geltende Regel, die besagte, dass Amateurboxer bei Bundesliga- und Meisterschaftskämpfen in der Bundesrepublik Deutschland nicht älter als 37 Jahre sein dürfen, bremste ihn aus.